# Harold Craxton
Harold Craxton   (30 d'abril de 1885 - Londres, 30 de març de 1971) va ser un pianista, compositor i professor de música anglès.
Craxton va estudiar a l'escola de piano de Tobias Matthay amb ell mateix i amb Cuthbert Whitemore. Aviat es va fer conegut com l’acompanyant de piano de músics com Nellie Melba, Clara Butt, John McCormack o Lionel Tertis. El 1915 es va casar amb la violoncel·lista Essie Faulkner. Del 1914 al 1919 va ser professor a la "Tobias Matthay Piano School", després de la qual va ser professor de piano a la Royal Academy of Music fins al 1965. Entre els seus estudiants hi havia Ronald Kinloch Anderson, Alexander Kelly, Alan Richardson i Denis Matthews.
A més de nombroses peces per a piano, Craxton va compondre diverses cançons a la dècada de 1910, incloent: cantada per Clara Butt, el seu marit Kennerley Rumford, Carrie Tubb i John McCormack. S'interessava per la música antiga des dels anys vint. Ha publicat i organitzat composicions de Henry Purcell, Giovanni Stefano Carbonelli i altres. A principis de la dècada de 1930, es van fer transcripcions gratuïtes com La queixa de l'amor, Siciliano i Rigadon, Meditació i Bourrée Humoresque. El 1944 va escriure quatre cançons basades en textos de William Shakespeare, que va dedicar als cantants Isobel Baillie i Roy Henderson. Craxton va treballar en la majoria de les seves composicions durant un llarg període, i han arribat a nosaltres en diferents versions. Hi ha vuit versions diferents de Hear the sirenens cantant suaument, algunes de les quals difereixen de tal manera que semblen peces diferents.
Craxton va tenir sis fills, dels quals Janet Craxton es va fer coneguda com a oboista i John Craxton com a pintor. El Craxton Memorial Trust es va establir el 1971 per donar suport als joves instrumentistes, especialment als pianistes.